# 小行星8219
小行星8219（英語：8219）是一颗围绕太阳公转的小行星。1996年5月10日，罗伯特·H·麦克诺特]]、小島卓雄在千代田发现了此天体。
这颗小行星的绝对星等为176.9724725186875等。